# Craig Reinarman
Craig Reinarman (* 1948) ist ein US-amerikanischer Soziologe und Rechtswissenschaftler. Er ist emeritierter Professor an der University of California, Santa Cruz und zählt zu den Vertretern der Sozialwissenschaftlichen Suchtforschung.
Reiarman war Gastwissenschaftler am „Center for Drug Research“ der Universität Amsterdam, Gastprofessor an der Universität Utrecht, Berater der Weltgesundheitsorganisation und des amerikanischen Gesundheitsministeriums. Er ist Mitglied des „Global Drug Policy Observatory“ an der Swansea University.

## Schriften (Auswahl)
- Herausgeber mit Robert Granfield: Expanding addiction. Critical essays. Routledge, Taylor & Francis Group, New York 2015. ISBN 978-0-415-84328-7.
- Die soziale Konstruktion von Drogenpaniken: In: Bernd Dollinger, Henning Schmidt-Semisch (Hrsg.): Sozialwissenschaftliche Suchtforschung, Verlag für Sozialwissenschaften, Wiesbaden 2007, ISBN 978-3-531-15337-7, S. 97–111.
- Herausgeber mit Harry G. Levine: Crack in America. Demon drugs and social justice. University of California Press, Berkeley 1997, ISBN 0520202414
- Mit  Dan Waldorf und Sheigla Murphy: Cocaine changes. The experience of using and quitting. Temple University Press, Philadelphia 1991, ISBN 0877228639.
- American states of mind. Political beliefs and behavior among private and public workers. Yale University Press, New Haven 1987, ISBN 0300038178.